# Salvatore Garau
 (juillet 2022).
La mise en forme du texte ne suit pas les recommandations de Wikipédia : il faut le « wikifier ».
Les points d'amélioration suivants sont les cas les plus fréquents. Le détail des points à revoir est peut-être précisé sur la page de discussion.
- Les titres sont pré-formatés par le logiciel. Ils ne sont ni en capitales, ni en gras.
- Le texte ne doit pas être écrit en capitales (les noms de famille non plus), ni en gras, ni en italique, ni en « petit »…
- Le gras n'est utilisé que pour surligner le titre de l'article dans l'introduction, une seule fois.
- L'italique est rarement utilisé : mots en langue étrangère, titres d'œuvres, noms de bateaux, etc.
- Les citations ne sont pas en italique mais en corps de texte normal. Elles sont entourées par des guillemets français : « et ».
- Les listes à puces sont à éviter, des paragraphes rédigés étant largement préférés. Les tableaux sont à réserver à la présentation de données structurées (résultats, etc.).
- Les appels de note de bas de page (petits chiffres en exposant, introduits par l'outil «  Source ») sont à placer entre la fin de phrase et le point final[comme ça].
- Les liens internes (vers d'autres articles de Wikipédia) sont à choisir avec parcimonie. Créez des liens vers des articles approfondissant le sujet. Les termes génériques sans rapport avec le sujet sont à éviter, ainsi que les répétitions de liens vers un même terme.
- Les liens externes sont à placer uniquement dans une section « Liens externes », à la fin de l'article. Ces liens sont à choisir avec parcimonie suivant les règles définies. Si un lien sert de source à l'article, son insertion dans le texte est à faire par les notes de bas de page.
- La présentation des références doit suivre les conventions bibliographiques. Il est recommandé d'utiliser les modèles {{Ouvrage}}, {{Chapitre}}, {{Article}}, {{Lien web}} et/ou {{Bibliographie}}. Le mode d'édition visuel peut mettre en forme automatiquement les références.
- Insérer une infobox (cadre d'informations à droite) n'est pas obligatoire pour parachever la mise en page.

Pour une aide détaillée, merci de consulter Aide:Wikification.
Si vous pensez que ces points ont été résolus, vous pouvez retirer ce bandeau et améliorer la mise en forme d'un autre article.
Salvatore Garau, né en 1953 à Santa Giusta (province d'Oristano) est un  peintre italien contemporain. Les œuvres de Garau traitent souvent de questions telles que la protection de l'environnement et l'éthique sociale.

## Biographie
Salvatore Garau s’est formé à l'Académie des beaux-arts de Florence, dont il sort diplômé en 1974.
En 1984, il fait ses débuts en tant que peintre lors de sa première exposition à Milan,. En 2009, pour célébrer l'art contemporain italien, la première rétrospective Mario Schifano a eu lieu en France, parallèlement à l'exposition Salvatore Garau au Musée d'art moderne de Saint-Etienne,.
Il a participé à la 50e Biennale de Venise en 2003,.
En 2003, son œuvre Condotta a été acquise pour entrer dans la collection permanente du Musée d'art moderne de Saint-Étienne en France.
En 2005, par provocation pour la protection de l'environnement, il peint un tableau de 200 m2 sur une publicité en PVC recyclé d'un constructeur automobile, et l'expose en enveloppant un immeuble du centre de Milan.
En 2009, Salvatore Garau et Michelangelo Pistoletto (3 millions d'euros aux enchères) exposent ensemble dans l'exposition De tant de mer. Salvatore Garau - Michelangelo Pistoletto,.

## Œuvres
Garau a des œuvres dans les collections de plusieurs musées dont le Museo del Novecento (anciennement dans le Civico Museo d'Arte Contemporanea) le Museo d'arte moderna di Bologna (it) et le Padiglione d'Arte Contemporanea (en) à Milan.
En 2021, une sculpture invisible — c'est-à-dire inexistante — Je Suis (Io Sono) s'était vendue 14 820 € à un collectionneur privé,,.
Par la suite, plusieurs artistes l'accuseront de plagiat pour avoir créé des œuvres avec le concept d'invisibilité,, Garau argumentera qu'il n'a jamais dit qu'il a été le premier à travailler sur le concept de l'invisible, qui pour lui ne peut être protégé car ce serait "comme dire qu'il y a appropriation de la couleur rouge", mais que son concept est très différent et la sienne est la première œuvre invisible vendue aux enchères. De nombreuses œuvres invisibles de Salvatore Garau, fausses et jamais autorisées, sont apparues en vente sur des sites internet et sur ebay pour des chiffres dépassant même les 18 000 dollars aux enchères,.
Certes, les artistes qui ont joué avec des ready-made et le concept d'invisibilité dans leur travail sont certainement différents dans l'histoire, y compris Yves Klein, Piero Manzoni, Enrico Castellani, Heinz Mack avec l’Esposizione internazionale del Niente, Gino De Dominicis et Willem de Kooning ont tous joué avec le concept auparavant, tandis que "Invisible Sculpture" de Andy Warhol (1985) est peut-être l'exemple le plus connu de l'absence de tout objet physique en tant qu'art.
- 2000 : Chute au bord du lac avec sculpture, huile sur toile, 209 × 121 cm.
- 2003 : Le Contatto, 50x50, technique mixte sur PVC
- 2005 : Scultura nel cielo, œuvre sur toile, 200 m2
- 2010 : L'anguilla di Marte, sculpture, douze mètres de haut, un et dix de large et pèse cinq tonnes
- 2020: Je suis, Sculpture immatérielle

## Musées
Les œuvres de Salvatore Garau sont présents dans plusieurs musées dans le monde.
- Musée d'art moderne et contemporain de Saint-Étienne, France
- Collezione Farnesina, Museum of the Ministry of Foreign Affairs of the Italian Government, Rome[23]
- Museo del Novecento, Milan[24]
- Gallerie di Piazza Scala de Milan[25]
- PAC, Padiglione d'Arte Contemporanea, Milan
- Galleria civica di Modena, Palazzo dei Musei[26],[27]
- Musée Fondation Le Stelline, Milan ("Prospettive di lago", 2002)[28]
- MACAM, Museo d'arte contemporanea outdoor de Maglione[29]
- Museo Banco di Sardegna e Banca di Sassari[30]
- Museo d’Arte Moderna, Bologne
- Museum de Ambassade d’Italie, Seoul
- Museum de Banca Commerciale Italiana
- Casa de la Cultura de Bellreguard, Valencia
- Museos de Valencia, Sala Parpallò, Valencia
- Museo d’Arte Moderna e Contemporanea, Varese
- Museo d’Arte Contemporanea, Capo d’Orlando
- Museo di Salò
- Museo d’Arte Paolo Pini, Milan
- Collezioni d'arte della Fondazione Cariplo

## Marché de l'art
Lors d'une vente aux enchères Art-Rite Milano en 2021,  Devant toi  (Davanti a te, 2021) de Salvatore Garau, feuille de papier signée, a été vendue pour 27 120,00 € plus les frais d'enchères.

## Style
Lóránd Hegyi a écrit : « Observant les images de Salvatore Garau, il y a un sentiment de solennité, de puissance, de gravité et, en même temps, de libération, d'euphorie, de vigueur, quelque chose lié au sentiment d'absence de limites. Horizon illimité, une scène dans laquelle quelque chose de gigantesque et impressionnant est attendu. »

## Télévision
À l'occasion de sa rétrospective de 2005 à Washington D.C. une longue série de épisodes est consacrée aux œuvres de Salvatore Garau dans l'émission télévisée américaine White House Chronicle, diffusée à Washington TV .
En 2021, une œuvre conceptuelle invisible de Garau et son travail de recherche arrivent sur la table du Late Show, I am: Salvatore Garau. Diffusé sur The Late Show, une émission historique en direct du Ed Sullivan Theatre de New York.

## Cinéma
Cette section ne s'appuie pas, ou pas assez, sur des sources secondaires ou tertiaires indépendantes du sujet. Le texte peut contenir des analyses inexactes ou inédites de sources primaires.
Pour l'améliorer, ajoutez-en, ou placez des modèles {{Source secondaire souhaitée}} ou {{Source secondaire nécessaire}} sur les passages mal sourcés. (août 2024)
Un film documentaire intitulé The Canvas (La Tela, 2017) sur la peinture de Garau  est sorti en 2017. Le film a été créé à plusieurs Festivals du Film, à New York, Los Angeles, Chicago, Paris, Inde, Brésil et joué en salles en 2017.
Un film documentaire intitulé Future Italian Frescos (Futuri affreschi italiani, 2018) , sur l'art de Salvatore Garau est sorti en 2018 et a été présenté en première à plusieurs festivals de cinéma, à New York, en Inde. Le film a été présenté en première au Festival international du film du Brésil 2021 et au Festival international du film d'Espagne 2021 avec un prix spécial du jury.

## Expositions (sélection)
- 1984 Studio d’Arte Cannaviello, Milan
- 1986 « Art ’86 (One-Man-Show) », Galleria De Ambrogi, Basel; Galleria A, Lugano
- 1988 Galleria Piero Cavellini, Milano; « Forum (One-Man-Show) », Galleria Piero Cavellini, Hamburg
- 1989 Cascina Stal Vitale, Osmate (Varese); Galerie Patrick Roy, Lausanne; Pascual Lucas Espai, Valence
- 1990 Galleria Cavellini Cilena, Milano; Galleria Pascual Lucas, Gandia; Casa de Cultura, Bellreguard; Galleria Roberto Monti, Modena; Galleria d’Art Sebastià Jané, Barcelone
- 1991 Pascual Lucas Espai, Valencia; Galleria Piero Cavellini, Brescia Galleria Maurizio Corraini, Mantoue
- 1993 Gianni Ferrari Arte Contemporanea, Milano; Galleria Roberto Monti, Modène
- 1994 Galleria Maurizio Corraini, Mantoue
- 1997 Grossetti Arte Contemporanea, Milan
- 1999 Museo Civico, Villanovaforru (CA)
- 2000 « Motorini per dissetare gli alberi »; commissaire de l'exposition Dromos
- Pinacoteca Oristano Capricorno Gallery, Capri
- 2001 Capricorno Gallery, Capri; Capri Palace (avec A. Lenzi), Capri
- Provincial Centrum Voor Kunst En Cultur, Gand
- 2002 Galleria Maurizio Corraini, Mantova; « Latteluce », commissaire de l'exposition A. Zaru
- Fondazione Stelline, Milan
- 2003 Barbara Behan Gallery, Londres
- 2004 Limn Gallery, San Francisco; Museo d’Arte Contemporanea, San Francisco; Capricorno Gallery, Washington; Arthus Gallery, Bruxelles; Capricorno Gallery, Capri; « Opere recenti », Palazzo Crispi, Naples
- 2005 « Salvatore Garau. Opere in transito. Scultura nel cielo », Teatro Nuovo, Spolète ; « Opere in transito », Palazzo Pucci della Genga, Spolète ; « Salvatore Garau. Scultura nel cielo », Corso Magenta 22, Milan; « Vento sull’orizzonte », Sala « La Rotonda » of Grand Hotel Quisisana, Capri, during the Convegno Nazionale dei giovani imprenditori di Confindustria, commissaire de l'exposition A. Zaru; « White House Chronicle », Washington TV broadcast
- 2006 « Ichthys Sacro Stagno », installation with fishes and water in the Church of  Oristano, with the organization of Dromos, Santa Giusta and Nurachi (Sardaigne)
- 2008 « Salvatore Garau - Opere 2008 », Fondazione per l’arte Anna Lucco, Torino; « Variazioni in bianco e nero (accompagnate da poca acqua e poco argento) », Galleria Corraini, Mantoue
- 2009 « Photogrammes avec horizon », Musée d’Art Moderne de Saint-Étienne Métropole, Saint-Étienne, commissaire de l'exposition Lóránd Hegyi; « Di tanto mare. Salvatore Garau - Michelangelo Pistoletto », « Isole », avec Marco Glaviano, Grand Hotel Quisisana, Capri; « Clandestino »,avec Michelangelo Pistoletto, Pinacoteca, Oristano
- 2010 « Cahuachi, el paisaje y la ruina », commissaire de l'exposition Manuel Munive Maco, Municipalidad de Miraflores, Lima; Photogrammes avec horizon , MAN - Museo Arte Moderna Nuoro, Nuoro
- 2012 Sacro Museo Caraffa, Cordoba (Argentine)
- 2016 Gallerie di Piazza Scala, Milan
- 2016 Museu Nacional Honestino Guimarães de la République de Brasilia, Brasil